# Punta de la Guixera
La Punta de la Guixera és una muntanya de 718 metres que es troba entre els municipis de Cabacés i de la Morera de Montsant, a la comarca catalana del Priorat.